# Gymnocephalus cernuus
La acerina (Gymnocephalus cernuus) es una especie de pez perciforme de la familia de los pércidos de agua dulce que habita en regiones templadas de Europa y norte de Asia. Ha sido introducido por el ser humano en la zona de los grandes Lagos, en Estados Unidos, sin que haya llegado a establecerse como especie invasora.

## Descripción
Mide alrededor de 25 cm de largo, y vive en las aguas profundas de los lagos, en zonas de aguas tranquilas, o en las márgenes de arroyos prefiriendo los suelos arenosos o de grava. Se alimenta principalmente de invertebrados, aunque también de pequeños peces. Las hembras llegan a vivir 10 años, mientras que los machos solo alcanzan los 7.

## Taxonomía
Fue descrita por Carlos Linneo en 1758 en la décima edición de su Systema naturæ incluyéndola en el género Perca con el nombre de Perca cernua.
Publicación original
- Linnæi, Caroli (1758). Systema naturæ per regna tria naturæ, secundum classes, ordines, genera, species, cum characteribus, differentiis, synonymis, locis (Editio decima reformata). Holmiae: Impensis Direct. Laurentii Salvii. p. 294.